# Іван Багдашевич
Іван Багдашевич (біл. Іван Багдашэвіч) — організатор і керівник Давид-Горадоцького повстання 1648-50, одного з найбільших на території сучасної Білорусі під час антифеодальної війни 1648-1651.
Займав посаду війта міста Давид-Городок. Під час повстання його обрали полковником армії, яка складалася з декількох тисяч чоловік. Під його керівництвом повстанці понад 2 роки контролювали всю територію Давид-Городоцької волості.